# Bắc Cường
Bắc Cường là một phường cũ thuộc thành phố Lào Cai cũ, tỉnh Lào Cai, Việt Nam.

## Địa lý
Phường Bắc Cường có vị trí địa lý:
- Phía đông giáp xã Vạn Hòa
- Phía tây giáp huyện Bát Xát
- Phía nam giáp phường Nam Cường
- Phía bắc giáp phường Kim Tân và xã Đồng Tuyển.

Phường Bắc Cường có diện tích 12,85 km², dân số năm 2020 là 16.604 người, mật độ dân số đạt 1.292 người/km².

## Hành chính
Phường Bắc Cường được chia thành 26 tổ dân phố.

## Lịch sử
Ngày 1 tháng 7 năm 1992, Ban Tổ chức cán bộ của Chính phủ ban hành Quyết định thành lập các xã thuộc thị xã Lào Cai, thị xã Cam Đường về việc thành lập xã Bắc Cường thuộc thị xã Lào Cai trên cơ sở điều chỉnh một phần diện tích và dân số của xã Nam Cường.
Ngày 30 tháng 11 năm 2004, Chính phủ ban hành Nghị định số 195/2004/NĐ-CP về việc thành lập thành phố Lào Cai thuộc tỉnh Lào Cai và thành lập phường Bắc Cường thuộc thành phố Lào Cai trên cơ sở toàn bộ 1.279 ha diện tích tự nhiên và 4.267 nhân khẩu của xã Bắc Cường.
Ngày 16 tháng 6 năm 2025, Ủy ban Thường vụ Quốc hội ban hành Nghị quyết số 1673/NQ-UBTVQH15 về việc sắp xếp các đơn vị hành chính cấp xã của tỉnh Lào Cai năm 2025. Theo đó, Sắp xếp toàn bộ diện tích tự nhiên, quy mô dân số của các phường Nam Cường (thành phố Lào Cai), Xuân Tăng, Pom Hán, Bắc Cường, Bắc Lệnh, Bình Minh và xã Cam Đường thành phường mới có tên gọi là phường Cam Đường.